# 1812 Gilgamesh
1812 Gilgamesh è un asteroide della fascia principale del diametro medio di circa 19,18 km. Scoperto nel 1960, presenta un'orbita caratterizzata da un semiasse maggiore pari a 3,0058670 UA e da un'eccentricità di 0,0810525, inclinata di 10,26131° rispetto all'eclittica.
L'asteroide è dedicato all'eroe della mitologia sumera Gilgamesh.